# Mauricio Donoso
Mauricio Alejandro Donoso Pérez (* Los Andes, Chile 30 de abril de 1976) es un exfutbolista chileno nacionalizado ecuatoriano. Jugó de mediocampista y actualmente se encuentra operando en el área logística de algunos equipos del fútbol chileno. 

## Trayectoria
Actuó como jugador en su país para los equipos de Cobreloa, Deportes Iquique, Universidad de Chile, Colo-Colo, Everton y Antofagasta. También militó en Pumas de la UNAM en México, en Deportivo Quito de Ecuador, donde fue uno de los referentes para lograr en 2008 un campeonato que le había sido esquivo al equipo ecuatoriano durante 40 años. En 2009 repite la hazaña y se convierte en pieza fundamental del equipo que consigue el primer bicampeonato para los "Chullas" en la Serie A de Ecuador. 
Es uno de los pocos jugadores que se pasó directamente desde Universidad de Chile a vestir la camiseta de su archirrival Colo-Colo, lo cual también hicieron Patricio Yáñez y Rogelio Delgado. En Colo-Colo obtuvo dos subcampeonatos en los torneos Apertura y Clausura de 2003.

## Selección nacional
Participó en dos partidos por la selección de Chile. 

### Partidos internacionales
| Partidos internacionales | Partidos internacionales | Partidos internacionales                    | Partidos internacionales | Partidos internacionales | Partidos internacionales | Partidos internacionales | Partidos internacionales | Partidos internacionales | Partidos internacionales |
| N.º                      | Fecha                    | Estadio                                     | Local                    | Resultado                | Visitante                | Goles                    | Asistencias              | DT                       | Competición              |
| ------------------------ | ------------------------ | ------------------------------------------- | ------------------------ | ------------------------ | ------------------------ | ------------------------ | ------------------------ | ------------------------ | ------------------------ |
| 1                        | 28 de abril de 1999      | Estadio Félix Capriles, Cochabamba, Bolivia | Bolivia                  | 1-1                      | Chile                    |                          |                          | Nelson Acosta            | Amistoso                 |
| 2                        | 11 de abril de 2001      | Estadio Tecnológico, Monterrey, México      | México                   | 1-0                      | Chile                    |                          |                          | Pedro García             | Amistoso                 |
| Total                    | Total                    | Total                                       | Presencias               | 2                        | Goles                    | 0                        |                          |                          |                          |

| Selección chilena | Selección chilena | Selección chilena |
| Año               | Partidos          | Goles             |
| ----------------- | ----------------- | ----------------- |
| 1990              | 1                 | 0                 |
| 2001              | 1                 | 0                 |
| Total             | 2                 | 0                 |

## Clubes

### Como jugador
| Club                        | País    | Año       |
| --------------------------- | ------- | --------- |
| Cobreloa                    | Chile   | 1995-2000 |
| → Deportes Iquique (cedido) | Chile   | 1996      |
| Pumas de la UNAM            | México  | 2000-2001 |
| Universidad de Chile        | Chile   | 2002-2003 |
| Colo-Colo                   | Chile   | 2003-2005 |
| Everton                     | Chile   | 2005      |
| Deportes Antofagasta        | Chile   | 2006-2007 |
| Deportivo Quito             | Ecuador | 2008-2010 |
| Deportes Iquique            | Chile   | 2011      |
| Coquimbo Unido              | Chile   | 2012      |

### Como ayudante técnico
| Club     | País  | Año  |
| -------- | ----- | ---- |
| Cobreloa | Chile | 2013 |
| Ñublense | Chile | 2015 |
| Cobreloa | Chile | 2016 |

## Palmarés
| Título             | Club            | País    | Año  |
| ------------------ | --------------- | ------- | ---- |
| Serie A de Ecuador | Deportivo Quito | Ecuador | 2008 |
| Serie A de Ecuador | Deportivo Quito | Ecuador | 2009 |